# (144096) Wiesendangen
(144096) Wiesendangen est un astéroïde de la ceinture principale.

## Description
(144096) Wiesendangen est un astéroïde de la ceinture principale. Il fut découvert le 23 janvier 2004 à Winterthour par Markus Griesser. Il présente une orbite caractérisée par un demi-grand axe de 2,34 UA, une excentricité de 0,22 et une inclinaison de 1,2° par rapport à l'écliptique.

## Compléments